# Mistrzostwa Europy w badmintonie
Mistrzostwa Europy w badmintonie rozegrane zostały po raz pierwszy w 1968 roku w Bochum w RFN. Mistrzostwa organizuje EBU.

## Historia
| Edycja | Rok  | Miasto       | Państwo  |
| ------ | ---- | ------------ | -------- |
| I      | 1968 | Bochum       | RFN      |
| II     | 1970 | Port Talbot  | Walia    |
| III    | 1972 | Karlskrona   | Szwecja  |
| IV     | 1974 | Wiedeń       | Austria  |
| V      | 1976 | Dublin       | Irlandia |
| VI     | 1978 | Preston      | Anglia   |
| VII    | 1980 | Groningen    | Holandia |
| VIII   | 1982 | Böblingen    | RFN      |
| IX     | 1984 | Preston      | Anglia   |
| X      | 1986 | Uppsala      | Szwecja  |
| XI     | 1988 | Kristiansand | Norwegia |
| XII    | 1990 | Moskwa       | ZSRR     |
| XIII   | 1992 | Glasgow      | Szkocja  |
| XIV    | 1994 | Den Bosch    | Holandia |

| Edycja | Rok  | Miasto           | Państwo    |
| ------ | ---- | ---------------- | ---------- |
| XV     | 1996 | Herning          | Dania      |
| XVI    | 1998 | Sofia            | Bułgaria   |
| XVII   | 2000 | Glasgow          | Szkocja    |
| XVIII  | 2002 | Malmö            | Szwecja    |
| XIX    | 2004 | Uppsala          | Szwajcaria |
| XX     | 2006 | Den Bosch        | Holandia   |
| XXI    | 2008 | Herning          | Dania      |
| XXII   | 2010 | Manchester       | Anglia     |
| XXIII  | 2012 | Karlskrona       | Szwecja    |
| XXIV   | 2014 | Kazań            | Rosja      |
| XXV    | 2016 | La Roche-sur-Yon | Francja    |
| XXVI   | 2017 | Kolding          | Dania      |
| XXVII  | 2018 | Huelva           | Hiszpania  |

## Zwycięzcy
| Rok  | Gra pojedyncza mężczyzn | Gra pojedyncza kobiet | Gra podwójna mężczyzn                    | Gra podwójna kobiet                        | Gra mieszana                         |
| ---- | ----------------------- | --------------------- | ---------------------------------------- | ------------------------------------------ | ------------------------------------ |
| 2018 | Viktor Axelsen          | Carolina Marín        | Kim Astrup Anders Skaarup Rasmussen      | Gabriela Stojewa Stefani Stojewa           | Chris Adcock Gabrielle Adcock        |
| 2017 | Rajiv Ouseph            | Carolina Marín        | Mathias Boe Carsten Mogensen             | Christinna Pedersen Kamilla Rytter Juhl    | Chris Adcock Gabrielle Adcock        |
| 2016 | Viktor Axelsen          | Carolina Marín        | Mads Conrad-Petersen Mads Pieler Kolding | Christinna Pedersen Kamilla Rytter Juhl    | Joachim Fischer Christinna Pedersen  |
| 2014 | Jan Ø. Jørgensen        | Carolina Marín        | Władimir Iwanow Iwan Sozonow             | Christinna Pedersen Kamilla Rytter Juhl    | Joachim Fischer Christinna Pedersen  |
| 2012 | Marc Zwiebler           | Tine Baun             | Mathias Boe Carsten Mogensen             | Christinna Pedersen Kamilla Rytter Juhl    | Robert Mateusiak Nadieżda Zięba      |
| 2010 | Peter Gade              | Tine Baun             | Lars Paaske Peter Rasmussen              | Waleria Sorokina Nina Wisłowa              | Thomas Laybourn Kamilla Rytter Juhl  |
| 2008 | Kenneth Jonassen        | Xu Huaiwen            | Lars Paaske Peter Rasmussen              | Kamilla Rytter Juhl Lena Frier Kristiansen | Anthony Clark Donna Kellogg          |
| 2006 | Peter Gade              | Xu Huaiwen            | Jens Eriksen Martin Lundgaard Hansen     | Donna Kellogg Gail Emms                    | Thomas Laybourn Kamilla Rytter Juhl  |
| 2004 | Peter Gade              | Mia Audina            | Jens Eriksen Martin Lundgaard Hansen     | Lotte Bruil Mia Audina                     | Nathan Robertson Gail Emms           |
| 2002 | Peter Rasmussen         | Yao Jie               | Jens Eriksen Martin Lundgaard Hansen     | Jane F. Bramsen Ann-Lou Jørgensen          | Jens Eriksen Mette Schjoldager       |
| 2000 | Peter Gade              | Camilla Martin        | Jens Eriksen Jesper Larsen               | Donna Kellogg Joanne Goode                 | Michael Søgaard Rikke Olsen          |
| 1998 | Peter Gade              | Camilla Martin        | Simon Archer Chris Hunt                  | Rikke Olsen Marlene Thomsen                | Michael Søgaard Rikke Olsen          |
| 1996 | Poul-Erik Høyer Larsen  | Camilla Martin        | Thomas Lund Jon Holst-Christensen        | Lisbeth Stuer-Lauridsen Marlene Thomsen    | Michael Søgaard Rikke Olsen          |
| 1994 | Poul-Erik Høyer Larsen  | Lim Xia Qing          | Simon Archer Chris Hunt                  | Christine Magnusson Lim Xia Qing           | Michael Søgaard Catrine Bengtsson    |
| 1992 | Poul-Erik Høyer Larsen  | Pernille Nedergaard   | Thomas Lund Jon Holst-Christensen        | Christine Magnusson Lim Xia Qing           | Thomas Lund Pernille Dupont          |
| 1990 | Steve Baddeley          | Pernille Nedergaard   | Jan Paulsen Henrik Svarrer               | Dorte Kjær Nettie Nielsen                  | Jon Holst-Christensen Grete Mogensen |
| 1988 | Darren Hall             | Kirsten Larsen        | Jens Peter Nierhoff Michael Kjeldsen     | Dorte Kjær Nettie Nielsen                  | Steen Fladberg Gillian Clark         |
| 1986 | Morten Frost            | Helen Troke           | Steen Fladberg Jesper Helledie           | Gillian Clark Gillian Gowers               | Martin Dew Gillian Gilks             |
| 1984 | Morten Frost            | Helen Troke           | Martin Dew Mike Tredgett                 | Karen Chapman Gillian Clark                | Martin Dew Gillian Gilks             |
| 1982 | Jens Peter Nierhoff     | Lene Køppen           | Stefan Karlsson Thomas Kihlström         | Gillian Gilks Gillian Clark                | Martin Dew Gillian Gilks             |
| 1980 | Flemming Delfs          | Liselotte Blumer      | Claes Nordin Stefan Karlsson             | Nora Perry Jane Webster                    | Mike Tredgett Nora Perry             |
| 1978 | Flemming Delfs          | Lene Køppen           | Ray Stevens Mike Tredgett                | Nora Perry Anne Statt                      | Mike Tredgett Nora Perry             |
| 1976 | Flemming Delfs          | Gillian Gilks         | Ray Stevens Mike Tredgett                | Gillian Gilks Susan Whetnall               | Derek Talbot Gillian Gilks           |
| 1974 | Sture Johnsson          | Gillian Gilks         | Willi Braun Roland Maywald               | Gillian Gilks Margaret Beck                | Derek Talbot Gillian Gilks           |
| 1972 | Wolfgang Bochow         | Margaret Beck         | Willi Braun Roland Maywald               | Gillian Gilks Judy Hashman                 | Derek Talbot Gillian Gilks           |
| 1970 | Sture Johnsson          | Eva Twedberg          | Elo Hansen Per Walsoe                    | Margaret Boxall Susan Whetnall             | David Eddy Susan Whetnall            |
| 1968 | Sture Johnsson          | Irmgard Latz          | David Eddy Roger Powell                  | Margaret Boxall Susan Whetnall             | Tony Jordan Susan Whetnall           |

## Klasyfikacja medalowa
| Pozycja | Państwo    | Złoto | Srebro | Brąz | Suma |
| ------- | ---------- | ----- | ------ | ---- | ---- |
| 1.      | Dania      | 65    | 59     | 70   | 194  |
| 2.      | Anglia     | 46    | 35     | 53   | 134  |
| 3.      | Szwecja    | 12    | 19     | 48   | 79   |
| 4.      | Niemcy     | 7     | 10     | 23   | 40   |
| 5.      | Hiszpania  | 4     | 0      | 0    | 4    |
| 6.      | Holandia   | 3     | 7      | 27   | 37   |
| 7.      | Rosja      | 2     | 3      | 8    | 11   |
| 8.      | Polska     | 1     | 1      | 6    | 8    |
| 9.      | Bułgaria   | 1     | 1      | 1    | 3    |
| 10.     | Szwajcaria | 1     | 0      | 1    | 2    |
| 11.     | Szkocja    | 0     | 2      | 6    | 8    |
| 12.     | Francja    | 0     | 2      | 3    | 5    |
| 13.     | Walia      | 0     | 1      | 3    | 4    |
| 14.     | Belgia     | 0     | 0      | 1    | 1    |
| 14.     | Turcja     | 0     | 0      | 1    | 1    |
| Razem   | Razem      | 142   | 142    | 251  | 535  |